# 1396
Il 1396 (MCCCXCVI in numeri romani) è un anno bisestile del XIV secolo.

## Eventi
- Tutta la Bulgaria,  con la caduta anche del regno di Vidin, viene conquistata dai Turchi.
- 20 aprile - da Digione parte un esercito guidato dal re d'Ungheria Sigismondo e da Giovanni Senza Paura, contro l'avanzata dei turchi ottomani.
- 26 settembre - Battaglia di Nicopoli: Presso Nicopoli l'esercito crociato subisce una sconfitta da parte dei turchi ottomani.

## Nati
- 24 febbraio - Alfonso V d'Aragona, principe spagnolo († 1458)
- 31 maggio - Giovanni di Friburgo, nobile svizzero († 1457)
- 5 giugno - Giannozzo Manetti, scrittore, filologo e umanista italiano († 1459)
- 13 giugno - Antonio Bettini, religioso, scrittore e diplomatico italiano († 1487)
- 31 luglio - Filippo III di Borgogna, nobile († 1467)
- 15 ottobre - Giovanni IV d'Armagnac, nobile e militare francese († 1450)
- 16 ottobre - William de la Pole, I duca di Suffolk, nobile († 1450)
- 25 dicembre - Pievano Arlotto, presbitero italiano († 1484)
- Muhammad IX di Granada, sultano († 1453)
- Caterina d'Alençon, nobile († 1462)
- Maria di Trastámara, regina spagnola († 1445)
- Caterina Bevilacqua, nobildonna italiana
- Antonio Cubello, nobile italiano († 1463)
- Michelozzo, scultore e architetto italiano († 1472)
- Teodoro II Paleologo, bizantino († 1448)
- Kaspar Schlick, diplomatico tedesco († 1449)
- Elena Valentinis, religiosa italiana († 1458)

## Morti
- 4 febbraio - Agnese di Navarra, principessa (n. 1334)
- 1º marzo - Giovanni di Görlitz, nobile ceco (n. 1370)
- 16 aprile - Bartolomeo Uliari, cardinale e vescovo cattolico italiano
- 20 aprile - Hermann von Höxter, docente tedesco
- 24 aprile - Stefano Palosti de Verayneris, cardinale italiano
- 26 aprile - Stefano di Perm', missionario e vescovo ortodosso russo (n. 1340)
- 19 maggio - Giovanni I d'Aragona, re (n. 1350)
- 24 maggio - Matteo da Campione, scultore italiano (n. 1335)
- 30 maggio - Jaume de Prades i de Foix, cardinale e vescovo cattolico spagnolo (n. 1341)
- 29 luglio - Bartolomeo Mezzavacca, cardinale e vescovo cattolico italiano
- 31 luglio - William Courtenay, arcivescovo cattolico inglese (n. 1342)
- 25 settembre - Jean de Vienne, cavaliere medievale, ammiraglio e generale francese (n. 1341)
- 25 settembre - Jean de Carrouges, cavaliere medievale francese (n. 1330)
- 8 ottobre - Brandolino III Brandolini, condottiero italiano
- 11 ottobre - Andrea da Faenza, architetto, religioso e presbitero italiano (n. 1319)
- 15 ottobre - Agnolo Gaddi, pittore italiano
- 4 novembre - Bertrando Rossi juniore, nobile e diplomatico italiano (n. 1336)
- 9 dicembre - Tommaso Ammanati, cardinale e vescovo cattolico italiano
- 10 dicembre - Elena Cantacuzena, imperatrice bizantina (n. 1333)
- Maddalena Buonsignori, giurista italiana
- Federico II di Saluzzo, marchese italiano (n. 1332)
- Juan Fernández de Heredia, ammiraglio, generale e scrittore spagnolo (n. 1310)
- Giovanni dalle Celle, abate italiano (n. 1310)
- Ostasio II da Polenta, condottiero italiano
- Teodora Hatun, principessa bizantina (n. 1330)

## Calendario
| Calendario 1396 | Calendario 1396 | Calendario 1396 | Calendario 1396 | Calendario 1396 | Calendario 1396 | Calendario 1396 | Calendario 1396 | Calendario 1396 | Calendario 1396 | Calendario 1396 | Calendario 1396 | Calendario 1396 | Calendario 1396 | Calendario 1396 | Calendario 1396 | Calendario 1396 | Calendario 1396 | Calendario 1396 | Calendario 1396 | Calendario 1396 | Calendario 1396 | Calendario 1396 | Calendario 1396 | Calendario 1396 | Calendario 1396 | Calendario 1396 | Calendario 1396 | Calendario 1396 | Calendario 1396 | Calendario 1396 | Calendario 1396 | Calendario 1396 |
| --------------- | --------------- | --------------- | --------------- | --------------- | --------------- | --------------- | --------------- | --------------- | --------------- | --------------- | --------------- | --------------- | --------------- | --------------- | --------------- | --------------- | --------------- | --------------- | --------------- | --------------- | --------------- | --------------- | --------------- | --------------- | --------------- | --------------- | --------------- | --------------- | --------------- | --------------- | --------------- | --------------- |
|                 | 1               | 2               | 3               | 4               | 5               | 6               | 7               | 8               | 9               | 10              | 11              | 12              | 13              | 14              | 15              | 16              | 17              | 18              | 19              | 20              | 21              | 22              | 23              | 24              | 25              | 26              | 27              | 28              | 29              | 30              | 31              |                 |
| Gennaio         | Sa              | Do              | Lu              | Ma              | Me              | Gi              | Ve              | Sa              | Do              | Lu              | Ma              | Me              | Gi              | Ve              | Sa              | Do              | Lu              | Ma              | Me              | Gi              | Ve              | Sa              | Do              | Lu              | Ma              | Me              | Gi              | Ve              | Sa              | Do              | Lu              |                 |
| Febbraio        | Ma              | Me              | Gi              | Ve              | Sa              | Do              | Lu              | Ma              | Me              | Gi              | Ve              | Sa              | Do              | Lu              | Ma              | Me              | Gi              | Ve              | Sa              | Do              | Lu              | Ma              | Me              | Gi              | Ve              | Sa              | Do              | Lu              | Ma              |                 |                 |                 |
| Marzo           | Me              | Gi              | Ve              | Sa              | Do              | Lu              | Ma              | Me              | Gi              | Ve              | Sa              | Do              | Lu              | Ma              | Me              | Gi              | Ve              | Sa              | Do              | Lu              | Ma              | Me              | Gi              | Ve              | Sa              | Do              | Lu              | Ma              | Me              | Gi              | Ve              |                 |
| Aprile          | Sa              | Do              | Lu              | Ma              | Me              | Gi              | Ve              | Sa              | Do              | Lu              | Ma              | Me              | Gi              | Ve              | Sa              | Do              | Lu              | Ma              | Me              | Gi              | Ve              | Sa              | Do              | Lu              | Ma              | Me              | Gi              | Ve              | Sa              | Do              |                 |                 |
| Maggio          | Lu              | Ma              | Me              | Gi              | Ve              | Sa              | Do              | Lu              | Ma              | Me              | Gi              | Ve              | Sa              | Do              | Lu              | Ma              | Me              | Gi              | Ve              | Sa              | Do              | Lu              | Ma              | Me              | Gi              | Ve              | Sa              | Do              | Lu              | Ma              | Me              |                 |
| Giugno          | Gi              | Ve              | Sa              | Do              | Lu              | Ma              | Me              | Gi              | Ve              | Sa              | Do              | Lu              | Ma              | Me              | Gi              | Ve              | Sa              | Do              | Lu              | Ma              | Me              | Gi              | Ve              | Sa              | Do              | Lu              | Ma              | Me              | Gi              | Ve              |                 |                 |
| Luglio          | Sa              | Do              | Lu              | Ma              | Me              | Gi              | Ve              | Sa              | Do              | Lu              | Ma              | Me              | Gi              | Ve              | Sa              | Do              | Lu              | Ma              | Me              | Gi              | Ve              | Sa              | Do              | Lu              | Ma              | Me              | Gi              | Ve              | Sa              | Do              | Lu              |                 |
| Agosto          | Ma              | Me              | Gi              | Ve              | Sa              | Do              | Lu              | Ma              | Me              | Gi              | Ve              | Sa              | Do              | Lu              | Ma              | Me              | Gi              | Ve              | Sa              | Do              | Lu              | Ma              | Me              | Gi              | Ve              | Sa              | Do              | Lu              | Ma              | Me              | Gi              |                 |
| Settembre       | Ve              | Sa              | Do              | Lu              | Ma              | Me              | Gi              | Ve              | Sa              | Do              | Lu              | Ma              | Me              | Gi              | Ve              | Sa              | Do              | Lu              | Ma              | Me              | Gi              | Ve              | Sa              | Do              | Lu              | Ma              | Me              | Gi              | Ve              | Sa              |                 |                 |
| Ottobre         | Do              | Lu              | Ma              | Me              | Gi              | Ve              | Sa              | Do              | Lu              | Ma              | Me              | Gi              | Ve              | Sa              | Do              | Lu              | Ma              | Me              | Gi              | Ve              | Sa              | Do              | Lu              | Ma              | Me              | Gi              | Ve              | Sa              | Do              | Lu              | Ma              |                 |
| Novembre        | Me              | Gi              | Ve              | Sa              | Do              | Lu              | Ma              | Me              | Gi              | Ve              | Sa              | Do              | Lu              | Ma              | Me              | Gi              | Ve              | Sa              | Do              | Lu              | Ma              | Me              | Gi              | Ve              | Sa              | Do              | Lu              | Ma              | Me              | Gi              |                 |                 |
| Dicembre        | Ve              | Sa              | Do              | Lu              | Ma              | Me              | Gi              | Ve              | Sa              | Do              | Lu              | Ma              | Me              | Gi              | Ve              | Sa              | Do              | Lu              | Ma              | Me              | Gi              | Ve              | Sa              | Do              | Lu              | Ma              | Me              | Gi              | Ve              | Sa              | Do              |                 |